# 제임스 프렌드

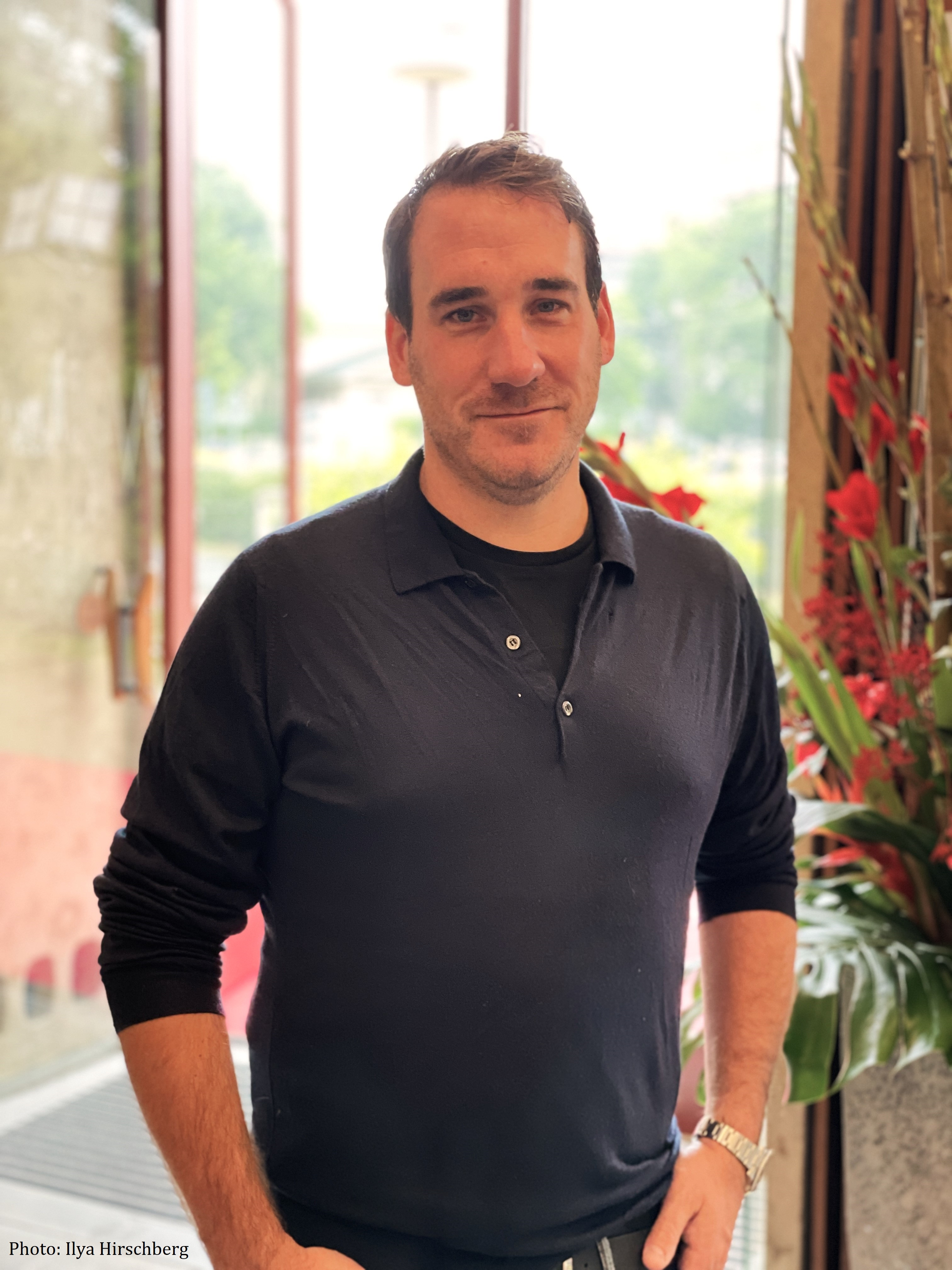
2023년 뮌헨 영화제에서의 프렌드

제임스 프렌드(James Friend)는 영국의 촬영 감독으로, 에드바르트 베르거의 서부 전선 이상 없다 작업으로 가장 잘 알려져 있으며, 이 작품으로 아카데미 촬영상을 수상했다. 또한 영국 아카데미 촬영상도 수상했다.
2024년 프렌드는 왕립사진학회에서 명예 회원으로 임명되었다.
프렌드는 켄트주메이드스톤에서 성장했으며, 그곳에서 서튼 밸런스 학교에 다녔다.
그는 2020년 영화 작업으로 왕립사진학회 펠로우십을 수상했다.
프렌드의 텔레비전 출연작으로는 패트릭 멜로즈와 유어 오너가 있으며, 두 작품 모두 에드바르트 베르거와 협력했다. 또한 프렌드는 스타워즈 프랜차이즈의 일부인 2024년 디즈니+ 시리즈 애콜라이트에서도 작업했다.

## 필모그래피
영화
| 연도 | 제목                       | 감독                      | 비고                                                                       |
| ---- | -------------------------- | ------------------------- | -------------------------------------------------------------------------- |
| 2009 | 움브라지                   | 드루 컬링햄               |                                                                            |
| 2010 | 데드 서트                  | 스티븐 로슨               |                                                                            |
| 2010 | 스토커                     | 마틴 켐프                 |                                                                            |
| 2011 | 카르멘스 키스              | 데이비드 페어맨           |                                                                            |
| 2011 | 잭 폴스                    | 폴 탄터 알렉산더 윌리엄스 |                                                                            |
| 2011 | 고스티드                   | 크레이그 비베이로스       |                                                                            |
| 2011 | 턴아웃                     | 리 세일즈                 |                                                                            |
| 2011 | 7 라이브즈                 | 폴 윌킨스                 |                                                                            |
| 2012 | 파파도풀로스 & 선즈        | 마커스 마르쿠             |                                                                            |
| 2013 | 책임                       | 크레이그 비베이로스       |                                                                            |
| 2016 | 브레이크다운               | 조니 말라치               |                                                                            |
| 2022 | 서부 전선 이상 없다        | 에드바르트 베르거         | 아카데미 촬영상 영국 아카데미 촬영상 BSC 극장 장편 영화 부문 최우수 촬영상 |
| 미정 | 푼돈 도박꾼의 노래         | 에드바르트 베르거         | 후반 작업                                                                  |
| 미정 | 정신병원 속 천사들         | 롭 소렌티                 | 촬영 중                                                                    |
| 미정 | J. J. 에이브럼스 미정 영화 | J. J. 에이브럼스          | 촬영 중                                                                    |

텔레비전
| 연도    | 제목                              | 감독                                                                | 비고                                        |
| ------- | --------------------------------- | ------------------------------------------------------------------- | ------------------------------------------- |
| 2014    | 스트리트 파이터: 어쌔신즈 피스트  | 조이 안사                                                           | 에피소드: "시작"                            |
| 2015    | 루이스                            | 데이비드 드루리                                                     | 에피소드: "얽힌 거짓말"                     |
| 2015–16 | 무언의 목격자                     | 애슐리 피어스 패트릭 라우 대니 힐러 더글러스 맥키넌 데이비드 드루리 | 12개 에피소드                               |
| 2016    | 삼총사                            | 우다얀 프라사드                                                     | 에피소드: "포로" 및 "우리는 수비대"         |
| 2016    | 릴링턴 플레이스                   | 크레이그 비베이로스                                                 | 미니시리즈                                  |
| 2016    | 베오울프: 쉴드랜드로의 귀환       | 마렉 로시                                                           | 3개 에피소드                                |
| 2017    | 스탠 리의 럭키 맨                 | 마렉 로시 대니얼 오하라                                             | 4개 에피소드                                |
| 2017    | 제임스 코든의 더 레이트 레이트 쇼 | 글렌 클레멘츠                                                       | 1개 에피소드                                |
| 2017    | 빅토리아                          | 대니얼 오하라                                                       | 에피소드: "물 건너온 왕" 및 "양심의 사치"   |
| 2017–18 | 스트라이크                        | 마이클 케일러 키에론 호크스                                         | 3개 에피소드                                |
| 2018    | 패트릭 멜로즈                     | 에드바르트 베르거                                                   | 미니시리즈                                  |
| 2019    | 마더파더선                        | 찰스 스터리지 제임스 켄트                                           | 5개 에피소드                                |
| 2019    | 워 오브 더 월드                   | 크레이그 비베이로스                                                 | 미니시리즈                                  |
| 2020    | 저주받은 소녀                     | 제트나 푸엔테스                                                     | 에피소드: "니무에" 및 "저주받은"            |
| 2020    | 유어 오너                         | 에드바르트 베르거                                                   | 에피소드: "파트 1", "파트 2", "파트 3"      |
| 2022    | 윌로우                            | 필리파 로우토프                                                     | 에피소드: "와일드우드" 및 "스켈린의 죄수들" |
| 2024    | 애콜라이트                        | 코고나다 하넬 컬페퍼                                                | 4개 에피소드                                |